# Wonky
Wonky (engl., übersetzt etwa locker) ist eine Stilrichtung bzw. eine Tendenz in der elektronischen Musik, die um 2008 in der Grime- und Dubstep-Szene entstand und in den Folgejahren insbesondere in Großbritannien und den USA populär wurde.
Wonky basiert auf einer Kompositions- und Spieltechnik, bei der Synthesizer-Riffs mit komplexer, unregelmäßiger Rhythmik in mittleren Tonlagen die Musik prägen und eine chaotische Atmosphäre erzeugen. Anders als viele andere Stilrichtungen beschränkt sich Wonky nicht auf einen typischen Schlagzeugbeat oder ein bestimmtes Tempo in beats per minute, sodass sowohl langsame, Hip-Hop-ähnliche, als auch schnellere Dubstep-Beats eingesetzt werden.
Alternative Bezeichnungen sind Aquacrunk, das vor allem für die schottische Variante des Stils verwendet wird, sowie Glitch Hop und Street Bass für die nordamerikanische Variante.

## Begriffsgeschichte
Das Wort Wonky als Bezeichnung für den Stil wurde vom Musikjournalisten Martin Clark in einer Kolumne im Online-Magazin Pitchfork Media 2008 eingeführt, der den Trend jedoch zunächst nicht als Musikstil, sondern als Motiv oder Trend innerhalb der Dubstep- und Grime-Szene auffasste. Wonky, das in England auch als Synonym für Ketamin gebraucht wird, ist als Stilbezeichnung umstritten und wird von einigen Musikern abgelehnt. Zu den vehementesten Befürwortern gehört dagegen der englische Musikkritiker und Blogger Alex Williams, der die Bezeichnung in mehreren Artikeln verteidigte, aber dabei betonte, es handele sich weniger um einen Musikstil als um einen genreübergreifendes, mutierendes Stilmittel (trans-generic mutational agent), das als in mehreren Stilen vorhandener Prozess aufgefasst werden könne, den er als Wonkification bezeichnet.
In der Musikszene ist die Benennung uneinheitlich. So werden auf der Website des Sónar Festival sowohl Wonky als auch Aquacrunk als Bezeichnung für die Musik von Hudson Mohawke, Rustie und Flying Lotus genannt.

## Beschreibung
Adam Harper beschrieb 2009 folgende Grundmerkmale, nach denen Musikstücke in das Genre Wonky eingeordnet werden: Synthesizer mit einfachen Wellenformen als Soundmaterial, Riffs im mittleren Tonhöhenbereich, gleitende Tonhöhen und Pitchbending-Effekte, Verwandtschaft mit Hip-Hop oder Dubstep, Verwendung von 8-Bit-Sounds, nicht quantisierte oder unkonventionelle, komplexe Rhythmen und Tonhöhen-Einstellungen (Pitch), Arpeggiator-Texturen sowie Anspielungen auf bestimmte Clubs und Labels in Texten und Titeln.
Fundament des Wonky bildet ein von einem Drumcomputer oder Samples gespielter Schlagzeugrhythmus, der meist im weitesten Sinne auf Funk oder Breakbeats basiert. Manchmal anzutreffen sind gerappte Vocals, die meisten Tracks sind jedoch rein instrumental.
Hauptmerkmal des Wonky sind jedoch die schnellen, chaotisch wirkenden, oft polyrhythmischen Synthesizer-Riffs, die eine psychedelische Atmosphäre generieren. Häufig werden Duolen und Triolen im Rhythmus einander gegenübergestellt, und es fehlt meist die für moderne elektronisch produzierte Musik typische Quantisierung, die Riffs werden also nach dem Einspielen nicht nachträglich an ein festes rhythmisches Raster angepasst. Der Bass tritt in der Bedeutung zurück hinter den Riffs in mittleren Tonhöhen, die mehrfach übereinandergelagert werden und so dichte, polyphone Texturen bilden. Die Sounds, typischerweise einfache Wellenformen wie Sinus oder Sägezahn, wurden vom frühen Electro und vom sogenannten Chiptune beeinflusst, bei dem als Ausgangsmaterial Sounds von 8-Bit-Soundprozessoren verwendet werden, wie sie für Arcade-Automaten und Spielkonsolen der 1970er und 1980er Jahre typisch sind.
In der Harmonik sind, laut Harper, oft Dissonanzen und atonale Passagen anzutreffen.

## Untergenres
Unterschieden wird meist zwischen dem Sound aus Schottland und England einerseits, der nach einem Vorschlag des Pioniers Rustie als Aquacrunk bezeichnet wird und dem nordamerikanischen Sound andererseits.

### Aquacrunk
Als Aquacrunk wird der Wonky aus Großbritannien und insbesondere Glasgow bezeichnet. Der Begriff wurde vom Produzenten Rustie, dem Hauptvertreter der Stilrichtung, eingeführt und leitet sich von Crunk, einem aus den Südstaaten der USA stammenden Untergenre des Hip-Hop, dessen Rhythmus oft die Basis für die Aquacrunk-Tracks bildet, sowie von der Tatsache ab, dass die verwendeten Sounds und Beats wie im Wasser ertrunken wirken, wie das Musikmagazin Spinner schrieb. Neben Glasgow ist Bristol ein weiteres Zentrum der Aquacrunk-Szene. Vertreter des Aquacrunk sind neben Rustie Hudson Mohawke, Ikonika, Zomby, Darkstar und Joker.

### US-Wonky / Street Bass
Die amerikanische Variante des Wonky entstand in der US-amerikanischen Grime-/Dubstep-Szene. Vorgeschlagen wurde für den Sound der Begriff Street Bass, der vom Musikerkollektiv Seclusiasis stammt, das eine Compilation-Reihe mit dem Namen Street Bass Anthems herausgibt. Hauptvertreter des amerikanischen Wonky sind Flying Lotus und Starkey, der Seclusiasis angehört. Als Unterschied zur britischen Szene gab Starkey in einem Interview an, der amerikanische Sound sei „eklektischer“ und beziehe auch der UK-Garage-Szene fremde Stilrichtungen, wie den Electro oder Baltimore Club mit ein.